# Sommerfeldt Eisenbahn-Modelle
Die Sommerfeldt Eisenbahn-Modelle GmbH, auch Sommerfeldt Oberleitungen + Stromabnehmer GmbH oder Sommerfeldt GmbH, ist ein deutscher Hersteller von Oberleitungen und Stromabnehmern für Modelleisenbahnen mit Sitz in Hattenhofen in Baden-Württemberg.

## Geschichte
Im Jahre 1949 begann Günter Sommerfeldt mit der Herstellung von Modellzubehör aus Blech, Draht und Plastik. Zunächst wurden feine, vorbildgetreue und zugleich funktionsfähige Stromabnehmer für die damals gängige Spur 0 hergestellt. Es folgten Metallprofilmasten verschiedener Bauarten sowie Fahrdrähte und Quertragwerke. Zur damaligen Zeit galten die feinen Fahrleitungen, Tragseil und Abstandhalter als richtungweisend. Sommerfeldt verwendete stabile Metallmaste, um die für einen möglichst vorbildgetreuen Modellbau notwendigen Spannkräfte aufnehmen zu können. Nur eine funktionstüchtige Oberleitung ermöglichte für die meisten Systeme vor der Einführung der Digitalsteuerung die unabhängige Steuerung von zwei Zügen auf einem Gleis. Sommerfeldt war an der Entwicklung und Einführung der entsprechenden NEM-Normen maßgeblich beteiligt, ebenso bei der Vereinheitlichung der Baumaße für Stromabnehmer und Oberleitung nach Einführung der Nenngröße N 1962.
1969 siedelte das Unternehmen von Göppingen nach Hattenhofen um. In den folgenden Jahren wurde die Produktpalette um Artikel für die Bahnen der deutschen Nachbarländer sowie Schmalspur- und Straßenbahnen ausgeweitet. 1979 wurde für das Unternehmen die Rechtsform der GmbH gewählt. 1988 ging der Firmengründer in Ruhestand und übergab den Betrieb an seinen Sohn Jürgen.
Zum 1. Januar 2016 wurde die Sommerfeldt Eisenbahn-Modell GmbH von der Sommerfeldt Oberleitungen + Stromabnehmer GmbH übernommen. Die neuen Inhaber sind Andreas Heintel und Ingo Putschkat. Beide sind seit vielen Jahren in der Branche bekannt, da beide auch gleichzeitig Inhaber der Fa. modellplan sind.

## Sortiment

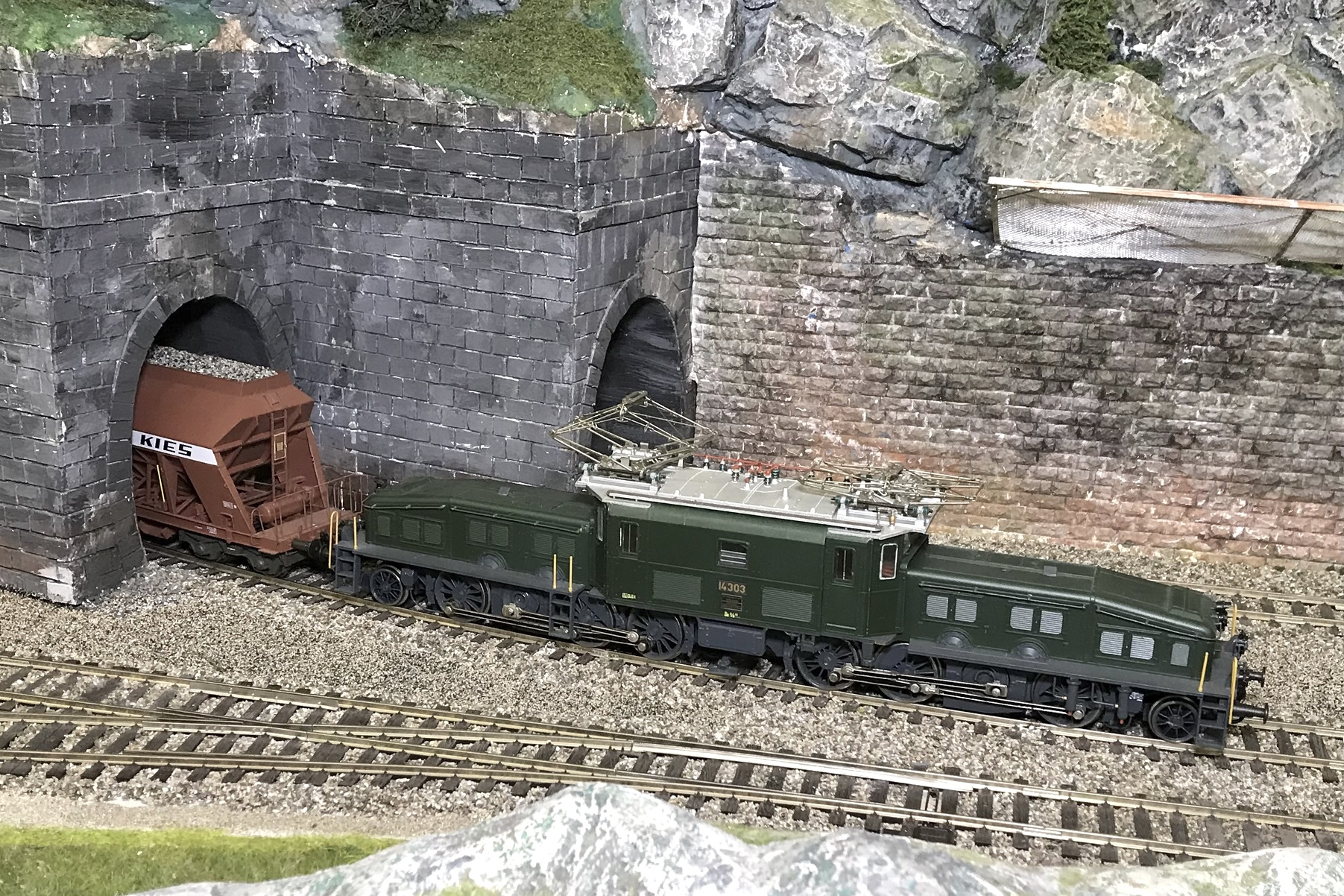
Rai-Mo Krokodil-Lokomotive in der Spur 0 auf der Modelleisenbahnanlage des MCB in der Schweiz mit Sommerfeldt Stromabnehmer, 2021

Sommerfeldt stellte zunächst neben Oberleitungen auch Kupplungen sowie einzelne Lokomotivmodelle her. Das Unternehmen konzentrierte sich aber sehr schnell auf Oberleitungen und Stromabnehmer. Mit den Jahren wurde das Fahrleitungssortiment auf die Nenngrößen von Spur 0 bis N ausgebaut. Das Angebot umfasst Modelle für Eisenbahnen von sieben Ländern Europas und auch historischer Bahnen. Sommerfeldt stellt zurzeit das umfangreichste Angebot an Modelloberleitungen für unterschiedliche Epochen und Bahngesellschaften her. Die Pantographen gehören bei bekannten Modellbahnherstellern wie etwa Fleischmann und Märklin zum Standard. Zum Ersatz von Verschleißteilen oder zum vorbildgetreueren Umrüsten gibt es ein umfangreiches Ersatzteilangebot. Sommerfeldt fertigt seine Produkte ausschließlich im deutschen Hattenhofen.

## Produktentwicklung (Auswahl)
- 1949 DB-Stromabnehmer H0 und Stromabnehmer Spur 0
- 1952 DB-Stromabnehmer und Kupplung mit Vorentkupplungsmöglichkeit
- 1965 Oberleitung Spur N und Scherenstromabnehmer Spur N
- 1971 SBB-Oberleitung Spur H0
- 1974 FS-Oberleitung Spur H0
- 1976 Niederländische Oberleitung Spur H0
- 1979 RhB-Oberleitung Spur H0m
- 1983 SBB-Oberleitung Spur N
- 1986 Belgische Oberleitung Spur H0
- 1992 ÖBB-Oberleitung Spur H0
- 1998 Oberleitung für Spur TT
- 2012 DB-Oberleitung für Spur 0[6]

## Printquellen
- Manfred Scheibling: Ehrgeizige Pläne beim „Panto-Papst“. In: eisenbahn-magazin. Nr. 9, 2017, ISSN 0342-1902, S. 80–81.
- Sommerfeldt-Kataloge